# BR Engineering BR01
La BR Engineering BR01 è una vettura da competizione appartenente alla categoria LMP1 costruita a partire dal 2018 dalla italiana Dallara e la russa BR Engineering.

## Descrizione

### 2015
Progettata da Paolo Catone, padre della Peugeot 908, ha debuttato in forma non definita sul circuito de Le Castellet.
Nel 2015 la SMP aveva inizialmente pianificato di gareggiare per l'intera stagione nella European Le Mans Series con la BR01, ma a causa di ritardi, nella prima gara stagionale il team ha corso l'Oreca 03. La vettura ha debuttato poi ad Imola, per poi partecipare con la SMP Racing alla 24 Ore di Le Mans e con un unico prototipo alla 6 Ore del Bahrain.

### 2016
La stagione seguente la SMP Racing ha schierato 2 vettura le nella 24 Ore di Daytona 2016 e ha preso parte alla stagione 2016 del Campionato Mondiale Endurance. Alla Daytona Mikhail Aleshin ha conquistato la pole position in una sessione di qualifiche sul bagnato, tuttavia la vettura è arrivata 38ª assoluta.